# Sonti Mndebele
Nomasonto „Sonti“ Mndebele (* ≈1960 in Mohlakeng) ist eine südafrikanische Jazz- und Weltmusiksängerin.

## Leben und Wirken
Mndebele begann ihre professionelle Karriere als Sängerin 1974 mit Auftritten in den Musicals How Low und Too Late von Gibson Kente; nach dem Soweto-Aufstand 1976, an dem sie beteiligt war, musste sie nach Botswana emigrieren. Von dort zog sie 1980 nach Westdeutschland, wo sie zwei Jahre lang die Hauptrolle in der Show Sounds of Soweto spielte. Sie zog dann nach London, um mit dem Musical Ipi ntombi auf Westafrika-Tournee zu gehen. Dann nahm sie mit Barney Rachabane auf. Julian Bahula machte sie mit Hugh Masekela bekannt, mit dem sie 1985 das Album Waiting for the Rain einspielte und auf Tournee ging. Dabei lernte sie Miriam Makeba kennen, die sie in ihre Band holte. 1987 war sie eine der Sängerinnen auf Paul Simons Graceland-Tournee (DVD). 1988 nahm sie im Wembley Stadium am Mandela-Festival teil. 1989 holte sie Chris McGregor zu Auftritten mit seiner Brotherhood of Breath und Archie Shepp auf Festivals in Deutschland und Frankreich.
Mndebele arbeitete weiterhin mit Sting, Abdullah Ibrahim, Sade, Boy George, Peter Gabriel, Lionel Richie, Bruce Springsteen, Billy Joel und Grace Jones; auch nahm sie mit Soul II Soul und The KLF auf. 1995 trat sie zu Nelson Mandelas Staatsbesuch in der Royal Albert Hall auf. Ab 1998 sang sie mit der Band Mbawula. 2001 betreute sie die Inszenierung von Umoja im Londoner Westend. 2002 erschien ihr Soloalbum Always Sonti (EMI South Africa). Sie tourte 2006 mit dem Quintett von Paul van Kemenade und Feya Faku, Sydney Mnisi sowie Bheki Khoza in den Niederlanden (Mexi Cosy). 2017 veröffentlichte sie das Album Back Where I Belong.